# Área cultural
A área cultural é um conceito desenvolvido na antropologia norte-americana da primeira metade do século XX  definido como áreas em que se encontram culturas similares (Herskovits), corresponde à conjuntos  de elementos ou traços culturais típicos uma região (área), com uma atividade humana relativamente homogênea ou um complexo de atividades (cultura) comuns entre si.
Na antropologia norte americana, representada pelo discípulo de Franz Boas (1858- 1942), Melville Jean Herskovits (1895 -1963), acima citado, a estrutura da cultura é desenhada nos termos: “traço”, “complexo”, “área” e “padrão”.
O estudo comparativo das populações indígenas durante muito tempo se baseou na observação e registro da ocorrência e distribuição de traços culturais, tomados isoladamente ou agrupados em homogeneidades, que formam os denominados complexos culturais, organizados, por sua vez, em suas distintas formas ou padrões.  A distribuição de padrões de vida similares numa região dada constitui uma área cultural. Eduardo Galvão destaca ainda, nessa delimitação de área constituída pela articulação entre os espaços geográficos e sócio culturais susceptíveis de serem conhecidos, a relação dos grupos indígenas entre si e com a sociedade inclusiva.
É a possibilidade do desenvolvimento de estudos comparativos o que justifica, segundo Galvão, a utilização desse critério arbitrário (que pouco interessa à ótica do entendimento em si por cada um dos povos classificados).  Esse autor, referendado por pronunciamento do linguista Matoso Câmara Jr. (1904-1970), na  IV Reunião da ABA, 1959 assina-la ainda que classificação exclusiva pelo critério linguístico é limitada quanto a detecção das influências de conta(c)to ou processos aculturativos e de mudança de cultura, requerendo portanto essa contribuição da antropologia.

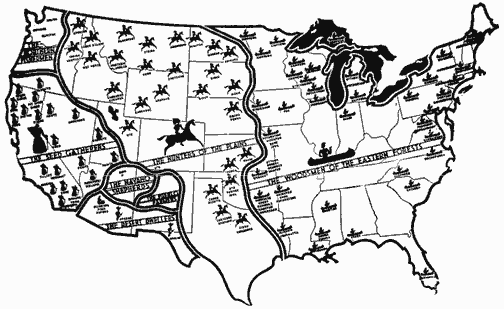
Representação pictográfica das áreas culturais indígenas dos Estados Unidos da América do Norte realizado por Wissler, 1948

## Desenvolvimento
Inicialmente as "áreas culturais" foram concebidas como regiões geográficas, não considerando sua dimensão histórica, que por sua vez eram designadas como “círculos de cultura” (Kulturkreis).
A teoria do “circulo cultural” foi elaborada pelo etnólogo alemão Robert Fritz Graebner (1877 - 1934) e antropólogo e linguista austríaco Wilhelm Schmidt (1868–1954) postulando que a história de qualquer cultura pode ser reconstruída através da análise dos complexos culturais. Para determinar suas  origens ou os "círculos culturais" (Kulturkreise)  se fundamentavam nos princípios da teoria que ficou conhecida como difusionismo. (ver abaixo).
Diante de tais contribuições e das dificuldades de aplicação do conceito de “área cultural”, sobretudo entre os povos onde as diferenças geográficas se sobrepõem à estratificação em classes, como nos agrupamentos euro-americanos, assiná-la Herskovits, 1963 (o.c.) desenvolveu-se o conceito de área cultural como um momento congelado da história e, posteriormente em sentido dinâmico, o que se aproxima do conceito de círculo cultural. Esta concepção “diacrônica” não se limita a fins puramente descritivos da distribuição geográfica dos elementos de um complexo cultural e considera a possibilidade de identificar a história do desenvolvimento cultural, como pretendido na proposição de difusão no “círculo cultural”.
A área da cultura é um conceito de antropologia cultural que praticamente foi originado, por curadores de museus e etnólogos durante o final de 1800, como meio de organização de exposições etnográficas. Clark Wissler (1870-1947) e Alfred Louis Kroeber (1876 -1960) desenvolveram o conceito a partir do pressuposto de que estas representam divisões culturais estáveis ou de longa permanência.
O conceito é criticado por alguns, como vimos, que afirmam que a base para a classificação é arbitrária e que finda por atrapalhar o entendimento da estrutura da cultura na sua auto-definição. Contudo,  outros pesquisadores discordam justificando que a organização das comunidades humanas em áreas culturais continua a ser uma prática comum nas ciências sociais.
A definição de áreas culturais está desfrutando um ressurgimento de interesse prático e teórico para os cientistas sociais conduzirem pesquisas sobre os processos da globalização cultural.  Outra aplicação recente é a definição de áreas onde, mediante semelhanças,  se possa aglutinar a demanda fundiária indígena para que possa ser considerada e atendida por órgãos governamentais (no Brasil a FUNAI) juntamente com outras demandas do reconhecimento de sua cidadania (saúde, educação, saneamento, etc.) e respeito à sua anterior ocupação do território.

## Difusionismo
Numa perspectiva da aplicação desse conceito ao desenvolvimento e história da ecologia humana não há como deixar de referir-se à criação da antropogeografia, que para alguns autores se inicia na Grécia antiga com a abordagem de Hipócrates (460-377 a.C.) expressa no seu livro “Ares, águas e lugares”  ou com um de seu mais eminentes autores Friedrich Ratzel (1844 -1904), cujas ideias influenciaram o desenvolvimento da ‘’’Escola Difusionista’’’ alemã e nas várias teorias de determinação ecológica do século XX.
Segundo Morán Ratzel concebia o ambiente, em vez da invenção particular ou do esforço do indivíduo como causa principal da diversidade e da distribuição das culturas. Para ele a sociedade respondia à natureza do mesmo modo que um animal a seu meio.
A Escola Difusionista (Kulturkreislehre), influenciada por Ratzel, enfatizava a limitada capacidade de invenção do homem e o papel das migrações e difusão cultural na evolução social. Essa escola tentou definir um número limitado de círculos culturais, ou centros de dispersão, nos quais teria surgido a maioria de nossas inovações sociais e culturais (Morán o.c. p. 50)
Ao que coube a contraposição de Boas, um dos principais teóricos na antropologia norte americana, publicada em 1911   de que ...”se afirmarmos que o ambiente geográfico é o único determinante a atuar sobre a mente supostamente idêntica de todas as raças da humanidade, deveríamos necessariamente chegar a conclusão de que um mesmo meio produzirá os mesmos resultados culturais em toda parte”. Donde conclui dizendo que não é verdade constatando que povos que vivem num mesmo ambiente mostram acentuadas diferenças, enfatizando que as condições geográficas têm a penas o poder de modificar a cultura, pois em si mesmas não são criadoras além do que o ambiente sempre atua em uma cultura preexistente,  não sobre um hipotético grupo sem cultura. (Boas, 1911 (2011) o.c. p. 133)
Essa teoria amplamente divulgada nos Estados Unidos por diversos dos autores aqui citados é também criticada, especialmente por Boas (que propôs o difusionismo restrito), por seus ideais de origem única de toda as formas de cultura sempre adquirida por empréstimo que de certo modo reafirma o evolucionismo
A antropóloga Ruth Benedict (1887-1948), também aluna de Franz Boas, observa que “quando os traços se agrupam por si geograficamente, devem ser manejados geograficamente. Quando isso não ocorre, é inútil formular um princípio com o que no melhor dos casos, não passa de uma débil categoria empírica” .
Boas ressaltou a possibilidade da multi-determinação considerando não só o conta(c)to entre os povos (os fatores externos) mas também a dinâmica própria dos fatores culturais, as pressões dos ecossistemas e características bio-psicológicas dos humanos (os fatores internos da dinâmica cultural) apreendidas pelo estudiosos da antropologia cultural através dos diversos métodos dessa ciência: a análise comparativa do tipo físico, pesquisa arqueológica, estudos e semelhanças na língua e na cultura seguida pela delimitação geográfica.

## Mapeamento dos continentes (principais  contribuições)

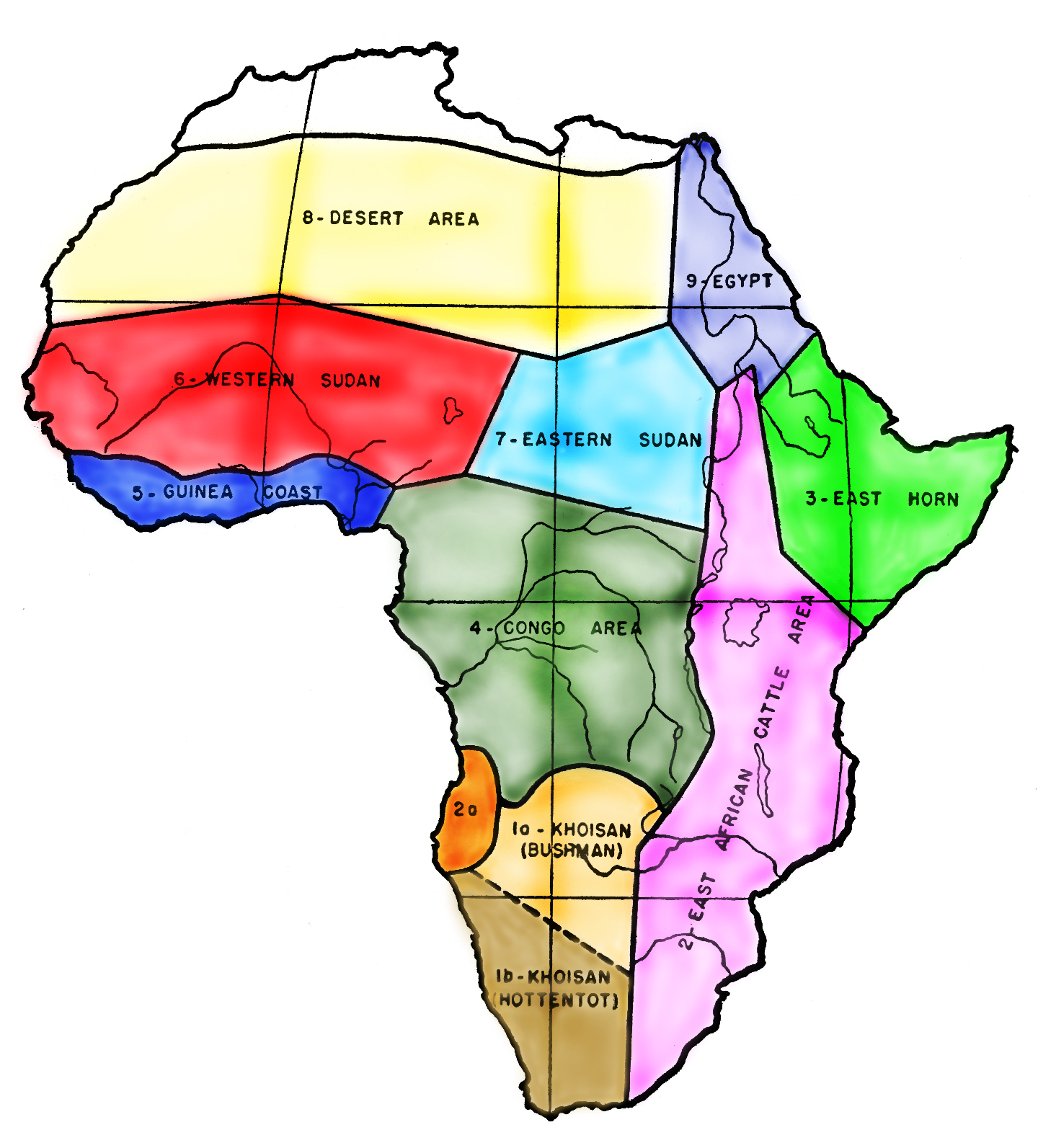
Áreas culturais da África segundo Herskovits, 1945

Foram elaborados e publicados mapas dos continentes norte e sul-americano e africano. A insuficiência de dados etnográficos era o maior impedimento dessa realização e à medida que se dispunha de novos dados as classificações de área vieram sendo refeitas.
O mapa original das áreas culturais da América proposto por Wissler, 1922  incluía as seguntes áreas:

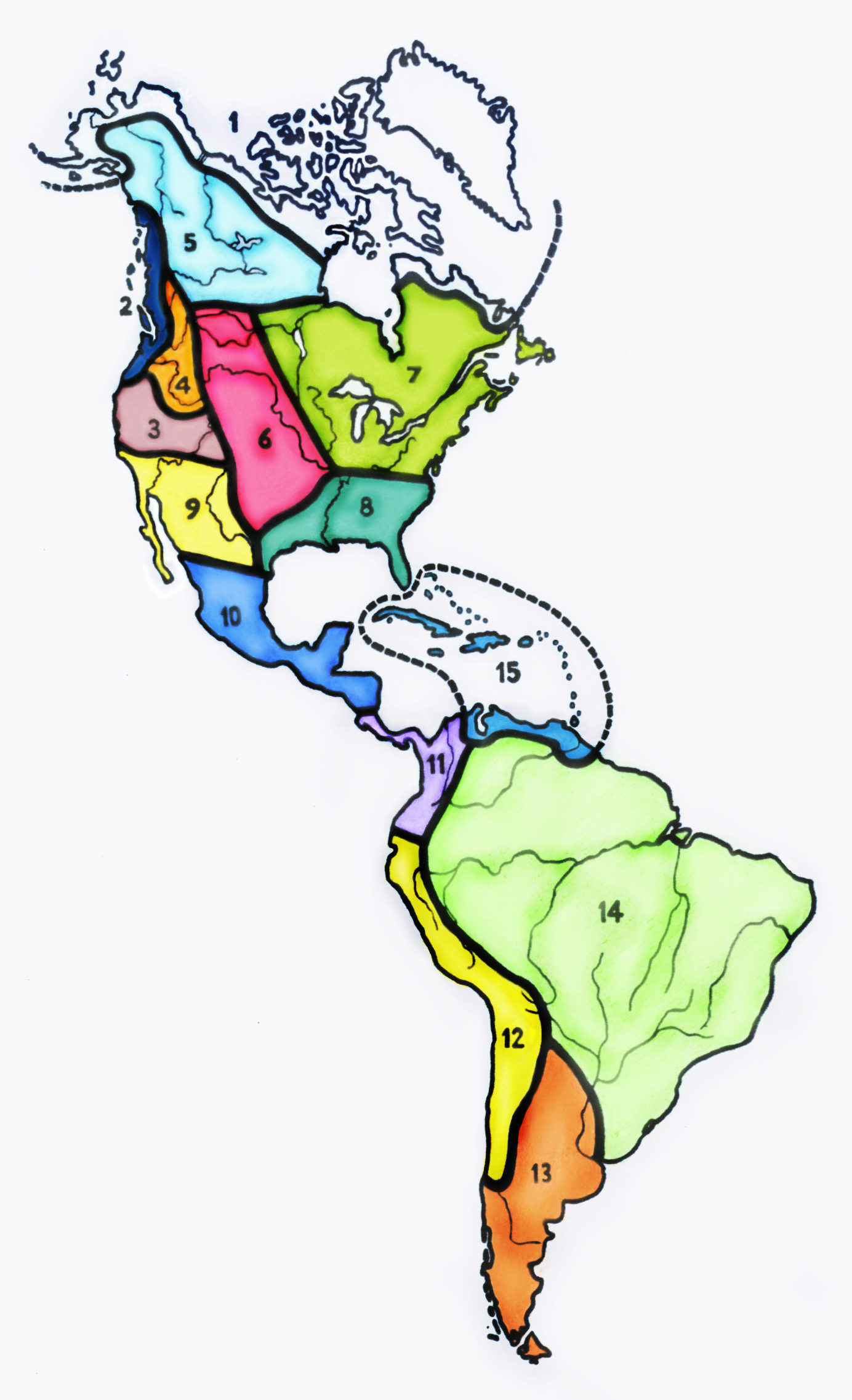
Mapa de áreas culturais de Kroeber (1876-1960) 1923, que foi revisto em 1948

## Música

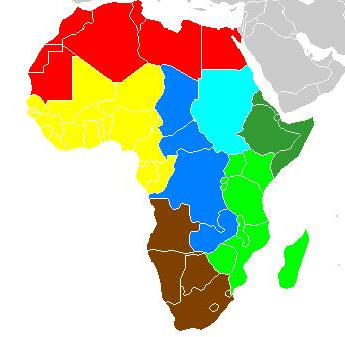
Mapa da música na África: Norte de África (vermelho); Vale do Nilo e do Nordeste africano (região azul-celeste e verde-escuro); África Oriental Madagascar e ilhas do Oceano Índico (regiões verde-claro); África do Sul, Central e Ocidental (regiões marrom, azul-escuro, e amarela)

Divisão territorial por famílias lingüísticas é dos critérios de delimitação das áreas culturais